# خرس خاکستری مکزیکی
خرس خاکستری مکزیکی (نام علمی: Ursus arctos nelsoni) نام یک زیرگونه منقرض‌شده از گونه خرس قهوه‌ای است.